# Max Wilhelm Meyer
Max Karl Georg Wilhelm Meyer, född 15 februari 1853 i Braunschweig, död 17 december 1910 i Untermais vid Merano, var en tysk astronom och populärvetenskaplig skriftställare.
Meyer var 1877–83 assistent, observator och slutligen vikarierande direktor vid observatoriet i Genève, men ägnade sig därefter helt åt populärvetenskaplig verksamhet. Han grundlade och var 1888–97 direktor för den populärvetenskapliga anstalten "Urania" i Berlin. Hans populärastronomiska skrifter, av vilka några översatts på svenska, vann stor spridning.